# 鳥居清光
鳥居 清光（とりい きよみつ、1938年1月27日 -2021年5月24日）は、日本の女性画家、浮世絵師、舞台美術家。鳥居派9代目当主。本名は、鳥居せつ子。鳥居派8代目・5代清忠の娘で、鳥居派で初の女性浮世絵師である。東京都町田市在住。日本舞台美術家協会会員、国際浮世絵学会会員、日本演劇協会会員
木版画や鳥居派伝統の歌舞伎絵看板だけでなく、歌舞伎の衣裳や舞台美術も手がけ、舞台装置図のような立体図も制作。鈴本演芸場番組表の表紙絵も描いていた。

## 来歴
東京都出身。鳥居派8代目・5代清忠（言人）の娘として生まれる。幼少より家業の手伝いをしていたが、兄・元宏が映画監督の道に進んだため、鳥居派を滅ぼすまいとした父から画法を伝授された。東京都立駒場高等学校美術科時代には洋画家の伊藤清永に師事し、油彩画を学ぶ。東京芸術大学日本画科卒業後、日生劇場のデザイン室や技術部に勤務する。また、父について鳥居派の画法を習得する。1976年7月に父が没した後、父の画業を引き継いて女性浮世絵師として正式に発足、1982年11月27日に鳥居派9代目を襲名し、清光を名乗る。襲名披露には、六代目中村歌右衛門、二代目尾上松緑、松竹社長の永山武臣、楢崎宗重、山口桂三郎らが列席した。
その画風は、「浮世絵に留まらず、美人画は鏑木清方に学んだ父譲りの画風があり、また大和絵の味も加わった独自なものがある」と評される。
舞台装置（美術）の代表作は、1985年5月歌舞伎座上演ほか『外郎売』・1992年1月国立劇場上演『解脱』・1987年1月国立劇場上演『成田山分身不動』など。
1986年エイボン芸術賞。1988年長谷川伸賞。1995年度日本演劇興行協会賞。1998年文化庁長官表彰。2005年黄綬褒章受章。2016年第37回松尾芸能賞特別賞受賞。同年、国立劇場50周年表彰。
2021年5月23日、急性心不全のため東京都内の自宅で死去。83歳没。

## 作品
- 「雪月花」木版画 大判 美人画 1980年
- 「春」 木版画 美人画 1982年 兜屋画廊版
- 「弁慶」 木版画 1999年
- 「娘道成寺」 リトグラフ 1999年
- 「鳴神上人」 肉筆画 1982年

## 展覧会図録
- 『鳥居清光展　歌舞伎絵　鳥居派九代目襲名披露』（鳥居清光を励ます会、1982）
- 『鳥居派三百年と九代目清光展』（読売新聞社・日本浮世絵協会、1990）

## 著書
- 『絵本歌舞伎』中山幹雄著、鳥居清光絵（アリス館、1985）